# Fort McClary

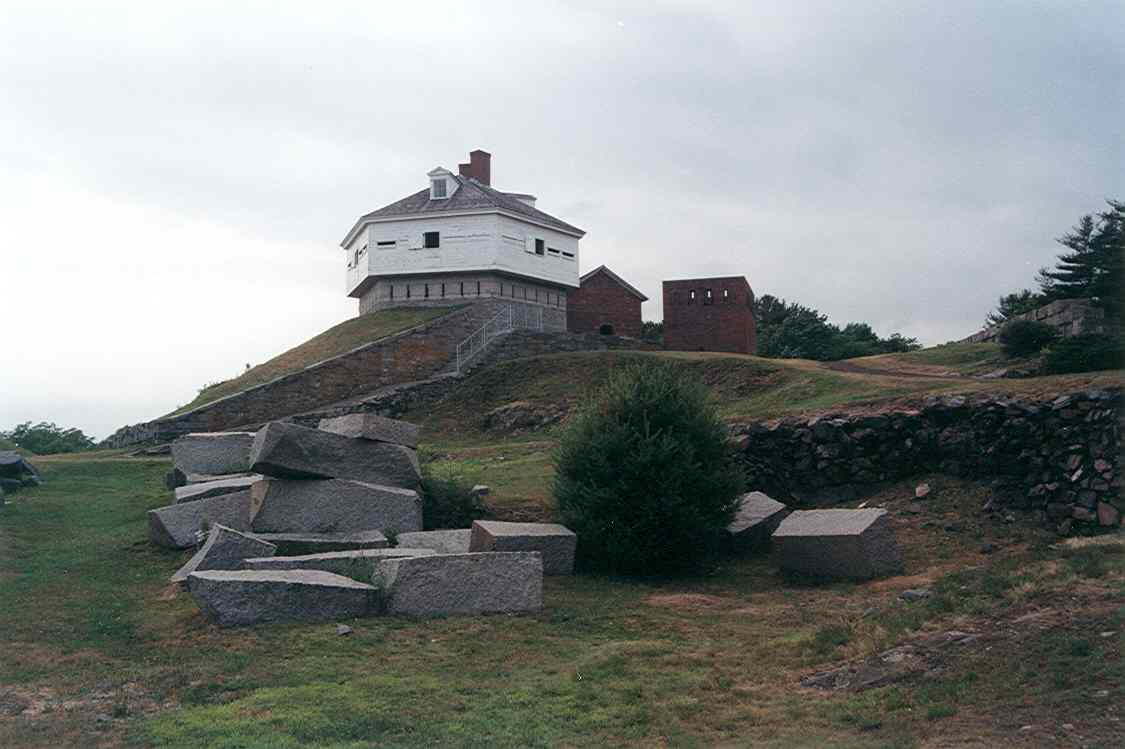
Blockhaus von Fort McClary

Das Fort McClary ist eine ehemalige Küstenbefestigung im York County im US-Bundesstaat Maine. Das Fort liegt südöstlich von Kittery bei Kittery Point an der Mündung des Piscataqua River. Die Festung liegt gegenüber von Fort Constitution und war eines von insgesamt sieben Forts, die zum Schutz des Hafens und der Marinewerft von Portsmouth erbaut wurden. Die anderen Forts waren außer Fort Constitution Fort Sullivan und Fort Foster in Maine sowie Fort Washington, Fort Stark und Fort Dearborn in New Hampshire.
Fort McClary ist ein anschauliches Beispiel für die rasche Entwicklung von Artillerie und Festungsbau im 19. Jahrhundert. Obwohl es mit dem Unabhängigkeitskrieg, dem Britisch-Amerikanischen Krieg von 1812, dem Sezessionskrieg, dem Spanisch-Amerikanischen Krieg und dem Ersten Weltkrieg in fünf Kriegen als Festung diente, war es wie die meisten anderen Festungen in Maine in keine direkten Kampfhandlungen verwickelt.

## Geschichte

### Kolonialzeit
Die erste Befestigung am Kittery Point wurde 1689 vom Kaufmann William Pepperrell als eine an sein Wohnhaus angrenzende Erdschanze angelegt, die anfangs Battery Pasture und später Fort Pepperrell oder Pepperrell's Garrison genannt wurde. 1715 beschloss die Kolonie Massachusetts den Bau einer dauerhaften, mit Kanonen bewehrten Befestigung zur Verteidigung der Mündung des Piscataqua River, doch der Bau wurde erst im Jahr 1720 umgesetzt. Die Befestigung diente nicht nur zur Küstenverteidigung, sondern auch als Zollstelle für den Hafen von Portsmouth. Das Fort wurde wieder nach William Pepperrell Fort William genannt. Das Gelände blieb bis zum Amerikanischen Unabhängigkeitskrieg im Besitz der Familie Pepperrell. Da die Pepperrells als Loyalisten zur britischen Krone standen, wurde ihr Besitz von den Rebellen beschlagnahmt und das Fort von der Miliz von New Hampshire besetzt, ehe es 1779 aufgegeben wurde.

### Erste Hälfte des 19. Jahrhunderts
1808 trat der Staat Massachusetts das etwa 0,75 Hektar große Gelände des alten Forts an die Bundesregierung ab, die dort ein neues Fort nach dem Second System errichtete. Das Fort wurde nach Andrew McClary benannt, einem Major der Miliz von New Hampshire, der bei der Schlacht von Bunker Hill im Unabhängigkeitskrieg gefallen war. Die alte Brustwehr von Fort William wurde zu einem großen, halbkreisförmigen Wall aus Granitsteinen um den Central Hill ausgebaut, die mit neun Geschützen bewehrt war und untere Batterie genannt wurde. Auf der Spitze des Hügels wurde die obere Batterie sowie Kasernen, Magazine und sonstige Gebäude der Festung erbaut. Diese Gebäude wurden abgerissen, als 1844 auf der Hügelspitze ein sechseckiges Blockhaus erbaut wurde. Das Erdgeschoss des Blockhauses, das als Pulvermagazin diente, wurde aus Feldsteinen, das erste Geschoss aus Granit und das zweite Obergeschoss, das als Offiziersquartier diente, aus Holzstämmen errichtet. Dieses Blockhaus war das letzte Fort dieses Typs, das in Maine errichtet wurde, und wurde schon zum Zeitpunkt seines Baus als nicht mehr zeitgemäß kritisiert. Links und Rechts des Blockhauses wurden zwei Schützenhäuser aus Ziegeln errichtet, die im Verteidigungsfall als Flankenschutz des Blockhauses dienen sollten. 1846 erwarb die Regierung 10 Hektar des angrenzenden Lands, doch anschließend wurde das Fort deaktiviert und erst mit Ausbruch des Sezessionskriegs wieder besetzt.

### US-Bürgerkrieg
Im Sezessionskrieg wurden zum Schutz vor Überfällen konföderierter Schiffe vier Parrottgeschütze aus der Marinewerft in Portsmouth in der Festung aufgestellt und die Anlage wurde von einer Milizkompanie besetzt, die bald durch reguläre Einheiten ersetzt wurde. US-Vizepräsident Hannibal Hamlin diente im Bürgerkrieg in der Küstenwache von Maine und verbrachte 1864 drei Monate als Koch in der Festung.
1863 begann der Ausbau des Forts zu einer Festung nach dem Third System ähnlich wie bei Fort Popham. Geplant war der Ausbau zu einer Anlage mit zweigeschossigen Kasematten aus Granitquadern, mit einer Kaponniere im Süden und einer Bastion zum Schutz einer Quelle im Norden. Von den Kasematten wurde jedoch nur ein Geschoss fertiggestellt, und nach dem Ende des Bürgerkriegs wurde 1868 der Bau der Festung eingestellt, da der Kriegsverlauf gezeigt hatte, dass steinerne Befestigungen dem Beschuss durch Artilleriefeuer nicht mehr standhielten. Vom plötzlichen Abbruch der Arbeiten zeugen heute noch herumliegende, für den Bau der Kasematten bestimmte Granitquader auf dem Gelände der Festung. Von der für die Kasematten geplanten Bewaffnung wurde kein Geschütz in der Festung aufgestellt.

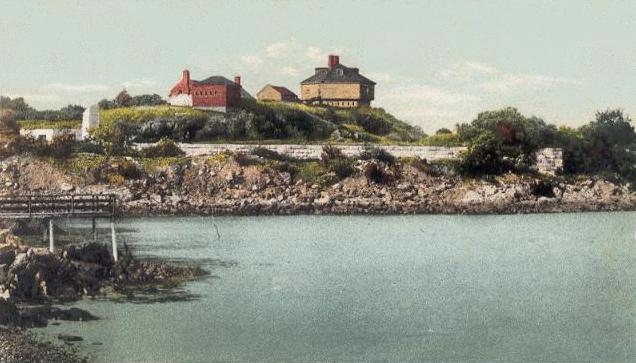
Fort McClary, 1904

### Vom Ende des Sezessionskriegs bis zum Ende des Ersten Weltkriegs
Da die Festung unvollendet war, wurde zum Schutz der Anlage der alte, runde Wall aus Granitquadern der unteren Batterie zu einem Erdwall mit drei hölzernen Geschützplattformen umgebaut. 1890 wurden für den Wall neun 38,1 cm Rodmankanonen mit sieben Lafetten aus Metall in der Festung eingelagert, die die veralteten Parrott-Geschütze ersetzen sollten. Während des Spanisch-Amerikanischen Kriegs 1898 wurden drei der Rodman-Geschütze in Stellung gebracht. Die restlichen Geschütze und Lafetten sowie zwei der verbliebenen Parrott-Kanonen blieben bis 1905 im Magazin. 1910 wurden alle Geschütze des Forts verschrottet. Das Fort blieb mit Ausnahme einer kurzen Zeitspanne während des Spanisch-Amerikanischen Kriegs 1898, als eine Besatzung aus Fort Constitution abgeordnet worden war, unbesetzt und verfiel langsam.
Während des Ersten Weltkriegs war Fort McClary dem 1899 auf Gerrish Island erbauten Fort Foster unterstellt. Das Blockhaus diente als Beobachtungsposten, der die aus Fort Foster und Fort Constitution bestehende Hafenverteidigung unterstützen sollte. 1918 wurde das Fort deaktiviert.

### Nachmilitärische Nutzung
1924 übertrug die Bundesregierung den Großteil des Geländes an den Staat Maine mit Ausnahme der 0,75 Hektar, auf denen sich die alten Gebäude der Festung befanden. Zu dieser Zeit waren die meisten Gebäude schon verfallen. Eines der das Blockhaus flankierenden Schützenhäuser wurde aus Sicherheitsgründen 1928 abgerissen. Über mehrere Jahre verwaltete die Stadt Kittery das Gelände, bis der Bundesstaat Maine 1937 die Verwaltung der Anlage übernahm. Während des Zweiten Weltkriegs diente das Blockhaus von 1942 bis 1945 erneut als Beobachtungsposten für einen Ausguck der Zivilverteidigung.
1961 wurden die letzten 0,75 Hektar des Geländes dem Staat Maine übertragen. Am 1. Oktober 1969 wurde das Fort als Baudenkmal in das National Register of Historic Places eingetragen. 1987 wurde das Blockhaus renoviert. Heute ist das Fort als State Historic Site zu besichtigen, der Besuch ist gebührenpflichtig. Im Blockhaus befindet sich ein kleines Museum über die Geschichte und die Anlage der Festung.